# メイフラワー号のねずみ
メイフラワー号のねずみ（The Mouse on the Mayflower）は、1968年11月23日にNBCで放送されたテレビスペシャル。日本でも日本テレビで放送されたことがある。ランキン/バス・プロダクションと東映アニメーションによる共同制作。この作品は、メイフラワー号の感謝祭に向けて制作されている。

## キャスト
ウィリアム・マウス
声 - テネシー・アーニー・フォード
スタンディッシュ船長
声 - エディ・アルバート
ジョン・オルデン
声 - ジョン・ゲイリー
プリシラ・マリンズ
声 - ジョアニ・ソマーズ
サンダーマウス
声 - ポール・フリーズ
ジョーンズ隊長
声 - ポール・フリーズ
チャリティー・ブレイク
声 - ジューン・フォーレイ